# Perisphaeria rudebecki
Perisphaeria rudebecki är en kackerlacksart som beskrevs av Karlis Princis 1963. Perisphaeria rudebecki ingår i släktet Perisphaeria och familjen jättekackerlackor.
Artens utbredningsområde är Namibia. Inga underarter finns listade i Catalogue of Life.